# Bidzina Ivanishvili
Bidzina Ivanishvili (tiếng Gruzia: ბიძინა ივანიშვილი; sinh ngày 18 tháng 2 năm 1956) là một chính trị gia và doanh nhân Gruzia. Ông là lãnh đạo của Đảng Giấc mơ Gruzia - Gruzia Dân chủ, một liên minh gồm 5 chính đảng ở Gruzia. Liên minh Giấc mơ Gruzia đã giành thắng lợi trong cuộc bầu cử quốc hội tháng 1 năm 2012, Tổng thống Gruzia Mikheil Saakashvili đã thừa nhận thất bại của đảng cầm quyền của mình. Ivanishvili sẽ có khả năng bây giờ sẽ có khả năng trở thành Thủ tướng Gruzia.
Trong tháng 3 năm 2010, Ivanishvili đã được cấp quốc tịch Pháp. Trong tháng 10 năm 2011, ông đã bị tước mất quyền công dân Gruzia "theo Điều 32 của Luật quốc tịch Gruzia", một thời gian ngắn sau khi ông đã công bố ý định thành lập một đảng chính trị để tranh cử với Tổng thống Gruzia Mikheil Saakashvili. 
Trong tháng 3 năm 2012, Ivanishvili được xếp hạng ở vị trí thứ 153 trong danh sách tỷ phú hàng năm của tạp chí Forbes xếp hạng các tỷ phú của thế giới với giá trị tài sản của ông ước tính đạt 6,4 tỷ USD, khiến ông người giàu nhất của Gruzia.